# Pöcklhof
Pöcklhof ist ein Ortsteil der oberbayerischen Gemeinde Maisach im Landkreis Fürstenfeldbruck. 

## Lage
Die aus einem Bauernhof bestehende Einöde liegt circa vier Kilometer nördlich von Maisach.

## Geschichte
Um 1200 war der als Peklinsriede bezeichnete Hof ein Wirtschaftshof der Herren von Rottbach. Der Name des Hofes rührt wahrscheinlich daher, dass er zur Ablieferung von Schafböcken (Pöcklin) verpflichtet war, er ist nicht, wie beim etwa dreihundert Meter östlich liegenden Loderhof, auf einen früheren Besitzer zurückzuführen. Infolge der Verwüstungen des Dreißigjährigen Kriegs fiel der Pöcklhof wüst und war um 1648 nicht mehr bewirtschaftet, wurde aber bald wieder besiedelt. 1704 ist der Pöcklhof als „ein Ainöden, nur ein Paur auf solcher“ verzeichnet.
Am 1. Mai 1978 kam Pöcklhof als Ortsteil der bis dahin selbständigen Gemeinde Überacker zu Maisach.